# Anglet
Anglet (baskicky Angelu) je francouzská obec a město v departementu Pyrénées-Atlantiques v Nové Akvitánii. Leží na pobřeží Biskajského zálivu na levém břehu ústí řeky Adour. Je součástí trojměstí BAB (Bayonne, Anglet a Biarritz). Na území obce leží letiště Biarritz a prochází tudy dálnice A63.
Město je obklopeno plážemi a borovými lesy. Přímořská slaniska jsou chráněna jako Ekologický park Izadia. Kostel svaté Marie je zapsán na seznamu Monument historique. Na pláži Chambre d'Amour se pořádá výtvarná akce La Littorale — Biennale Internationale d'Art Contemporain,
Původně byl Anglet zemědělskou obcí známou produkcí zeleniny, vína a lokálního sýra Ossau-Iraty. Ve dvacátém století získal díky průmyslu i turistice městský charakter a počet obyvatel vzrostl od druhé světové války z deseti tisíc na téměř čtyřnásobek. Ve městě sídlí pobočka firmy Dassault Aviation. 
Atraktivita místa se odráží ve vysokých cenách nemovitostí. Ljudmila Očeretná vlastní v Anglet vilu ve stylu art deco. Žije zde také bývalý tenista Guy Forget.
Nachází se zde zimní stadion Patinoire de la Barre, kde hraje hokejový klub SASP Anglet Hormadi Élite. 
Partnerským městem je Ansbach v Bavorsku.